# България (1859 – 1863)
Вижте пояснителната страница за други значения на България.
„България“ с подзаглавие Вестник за българските интереси е български обществено-политически вестник. Излиза 1-3 пъти седмично в Цариград от 28 март 1859 до 25 март 1863 година.

## История
Издател и редактори на вестника са Драган Цанков и (май – декември 1861) Христо Ваклидов. Печата се в собствената печатница на Драган Цанков. Насочен е срещу Вселенската патриаршия и се бори за българска черковна йерархия. В брой № 25 е обнародвано прошението на българите от Кукушката епархия до папа Пий IX да бъдат приети под покровителството на Католическата църква и вестникът става орган на униатството. Води остра полемика в защита на своята теза с гръцки и български вестници. Подкрепян материално от френската католическа пропаганда.